# Розповідь старої няньки
«Розповідь старої няньки» (англ. The Old Nurse’s Story) — оповідання Елізабет Гаскелл, що в грудні 1852 року було надруковане в різдвяному доповненні до журналу «Домашнє читання» (Household Words), редактором котрого був Чарльз Діккенс. Разом з іншими 10 творами, два з яких належали Чарльзу Діккенсу, стала частиною «Історій біля різдвяного вогнища» (англ. A Round of Stories by the Christmas Fire), історії-зв'язки між котрими написав теж Чарльз Діккенс. Належить до жіночих готичних творів, які були досить популярні у вікторіанську епоху.

## Сюжет
Розповідь няньки Хестер про низку інцидентів, що колись відбулися з нею та її підопічною міс Розамондою. Маленька міс залишилася сиротою після смерті обох батьків і разом з юною нянею Хестер оселилася в старому будинку своїх родичів, де живе стара панна Фернівал зі своєю компаньйонкою та слугами.
Одного дня маленьку Розамонду знаходять легко одягненою на морозі і вона розповідає про маленьку дівчинку, яка покликала її погуляти. Через деякий час Хестер і сама бачить ту дівчинку, але здогадується, що то привид. Нажахана, вона кидається до інших слуг, і ті розповідають їй історію цього дому, що відбулася багато років тому: обидві дочки старого лорда Фернівалла були закохані в музиканта, що кожного літа приїздив до цього маєтку. Старша з сестер «виграла» змагання за його серце, і вони таємно одружилися, через якийсь час на фермі вона народила дівчинку. Через сильні ревнощі обох жінок музикант їде, сестри шалено ненавидять одна одну, і молодша розповідає про дитину батькові. Старий лорд виганяє дочку з дитиною на мороз, а на ранок пастухи знаходять божевільну жінку з мертвою дівчинкою.
Через кілька днів після прогулянки міс Розамонди перед очима мешканців будинку знову з'являються привиди і розігрується історія, що мала місце багато років тому. Привиди зникають, а на підлозі зали залишається паралізованою стара панна Фернівалл — молодша дочка старого лорда.

## Особливості стилю
У творі можна вирізнити такі риси готичної прози:
- Сюжет будується навколо таємниці — героїня відчуває, що від неї щось приховують, у будинку постійно чується гра органа, з'являються привиди.
- Оповідь огорнута атмосферою страху і розгортається у вигляді неперервної серії загроз спокою й безпеці героїні та близькій їй людині.
- Похмура і зловісна сцена дії підтримує загальну атмосферу таємничості й страху. Місце дії — старий замок із темними коридорами, замкненими кімнатами і звуками гри органа, на якому ніхто не грає. Погода відповідає таємничості і жахливості ситуації: сильний мороз, завивання вітру, що посилює страх героїв і читачів.
- Головний персонаж — дівчина, мила, добра, скромна і щира, що потрапляє в неприємну ситуацію.
- Розкрито психологічний стан і мотивацію героїв.
- У творі є персонажі, що уособлюють зло, люди, засліплені ненавистю (старий лорд, панна Фернівалл).

Водночас в оповіданні відображено філософські погляди Гаскелл: відчутний вплив на її світогляд мала унітаріанська моралістична філософія, якої вона з чоловіком дотримувалися. Зокрема, письменниця використовує готичне для пояснення моральних проблем та вважає джерелом усіх лихих вчинків моральний вибір кожної людини та вплив на неї оточення. На думку Ребекки Стілер, у Е. Гаскелл «…відьми, монстри та привиди стають метафорами моральних викривлень, втілюючи максимальні страждання й жорстокість».
У «Розповіді старої няньки» помітно ще одну рису, яка виявляється і в інших оповіданнях письменниці, — подвійна рамковість оповіді, коли історія про старого лорда переказується спершу няньці, а потім слухачам, відділяючи таким чином події у просторі й часі. Оповідач при цьому не завжди усвідомлює те, що переповідає, або певним чином дистанціюється від ситуації (Хестер тривалий час не усвідомлює, чи справжньою є гра на органі, і, якщо справжньою, то хто на ньому може грати).

## Основні теми
Як і в більшості інших романів та оповідань Е. Гаскелл, основними персонажами «Розповіді старої няньки» є жінки. Разом з цим в оповіданні постає тематика конфлікту між сильним чоловіком і слабкою жінкою, що також перегукується з іншими, більш відомими, творами письменниці. Авторка показує, що у сфері сімейних стосунків, яку прийнято вважати найбільш прийнятною для реалізації жінки, жінка є найбільш уразливою і не завжди почувається безпечно.
Ще одна важлива тема — відплата за скоєні вчинки. За християнським віровченням, Бог прощає вину людині, але не залишає її без покарання, за яке можуть страждати й діти до третього-четвертого покоління (Книга Вихід 37:4). І у Гаскелл також простежується цей зв'язок батьків і дітей. Маленька Розамонда є нащадком старого лорда і саме вона першою чує й бачить дівчинку-привида та її життя обране привидами як плата за скоєне в минулому. Позбутися привидів минулого без відплати не можливо.
Розкрито в оповіданні й соціальну тематику: усі служниці в домі, в тому числі й нянька Хестер, котрі є представниками робочого класу, набагато моральніші за панну Фернівалл, господиню дому, та її батька й сестру, що представляють аристократію.
Тема моральності і прощення загалом досить важлива для творчості Гаскелл, зокрема в аспекті її унітаріанських поглядів. У «Розповіді старої няньки» підкреслено важливість терпимості й толерантності для розвитку людини. Вибачаючи інших, виявляючи толерантність до чужих вад, огріхів і навіть гріхів, ми вчимо інших робити те саме.
Важливим мотивом є теплі стосунки між нянькою і її вихованкою. Елізабет Гаскелл, яка сама виховувалася у сім'ї своєї тітки (Ханни Лам (англ. Hannah Lumb)), показує такий зв'язок у формі заступництва і любові. Хестер полюбила дівчинку як свою власну дитину і змогла дати їй достатньо уваги, любові та захисту.

## Переклади українською мовою
Українською мовою вперше перекладено Ігорем Андрущенком у 2014 році. Видано в межах збірки «Зникнення та інші оповідання» (Зникнення та інші оповідання / Елізабет Гаскелл ; пер. з англ. Ігоря Андрущенка.  — К. : Знання, 2014. — 158 с. — (English Library). — ISBN 978-617-07-0195-4).